# Línea de ferrocarril Ceuta-Tetuán
La línea de ferrocarril Ceuta-Tetuán fue la primera línea férrea internacional española que uniría las ciudades de Ceuta y Tetuán. Fue inaugurada el 17 de marzo de 1918 por el infante D. Carlos de Borbón y S. Alteza el Jalifa Mohammed Mehedi Uld Ben Ismael. El objetivo de este trazado ferroviario fue el de transporte de material bélico y tropas, aunque se extendió al transporte de pasajeros y mercancías, y siempre con la idea de enlazar la línea de Ceuta-Tetuán con la Línea de ferrocarril de Tánger a Fez. La línea se mantuvo operativa hasta el 1 de julio de 1958, dos años después de la independencia de Marruecos. El auge del transporte por carretera, la finalización de la construcción del puerto de Tánger, el desinterés por parte del nuevo gobierno marroquí, y la dificultad para encontrar repuestos para las máquinas, precipitó su clausura por ser económicamente insostenible.

## Características
La línea Ceuta-Tetuán tenía un trazado total de 41 km desde su inicio en el Puerto de Ceuta hasta Tetuán. El trazado tenía un ancho de vía métrico (1000 mm), 5 túneles, 6 viaductos de hormigón armado, 9 estaciones. La pendiente máxima era de 17 milésimas, el carril empleado era de 32 Kg/m y sus radios de curvatura mínimos eran de 200 metros. 

## Historia

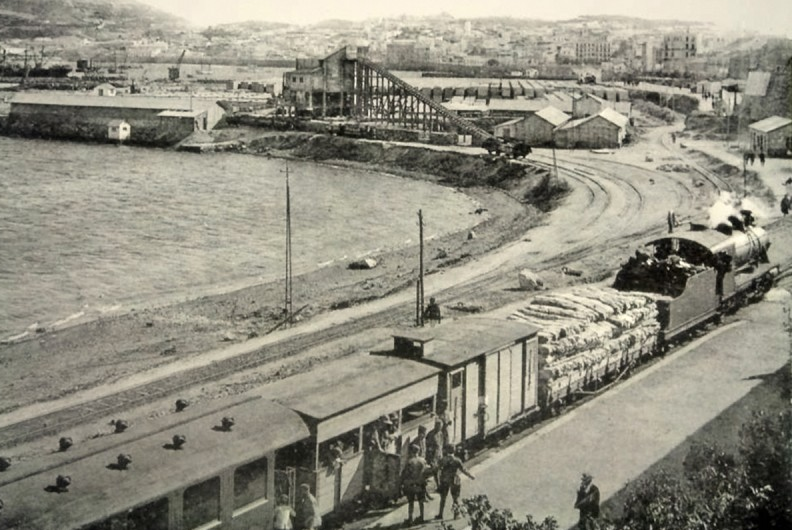
Apeadero del puerto de Ceuta en lo que hoy sería la carretera de la Puntilla-Playa de Benítez

### Construcción
Debido a la falta de comunicaciones y caminos en una zona de economía de subsistencia como era el norte de Marruecos, y a la necesidad de poder transportar mercancías, suministros, material militar y personal civil y militar entre Ceuta y Tetuán, Capital del Protectorado español de Marruecos, y teniendo como antecedente la Línea de ferrocarril Ceuta-Benzú, se decide plantear el proyecto de crear una línea férrea internacional entre las dos ciudades. Esta línea tenía la intención de ser la puerta natural de entrada a África desde Europa, ya que se planeó conectar esta línea a la de Tánger-Fez por Tetuán.
El proyecto es firmado y aprobado por el Ministerio de Guerra en abril de 1913, comenzándose las obras en mayo de ese mismo año por parte del ministerio de fomento, posteriormente, en febrero de 1916 pasa a ejecutar las obras la Compañía Española de Colonización (CEC), que explotaría la línea hasta 1938.
El trazado de 41 km y 9 estaciones, fue proyectada para tener un ancho de vía internacional para facilitar su conexión con la línea Tánger-Fez, pero debido a la inseguridad en la zona generada por los rebeldes locales de las cabilas (guerra del Rif), y los retrasos continuos en la llegada de materiales por las carencias originadas por la Primera Guerra Mundial, hicieron que el gobierno decidiese variar tanto el trazado de la línea (acercándola a la costa) como su ancho de vía (que pasó a ser métrica) para poder darle celeridad al proyecto y terminarlo así lo antes posible, con la promesa de pasarla a ancho de vía internacional cuando la situación internacional lo permitiese, cosa que nunca llegó a producirse.
El 17 de marzo de 1918 el infante D. Carlos de Borbón, en representación de Alfonso XIII, y el Jalifa Mohammed Mehedi Uld Ben Ismael inauguran la línea, que aún tendría que ampliarse hasta el Puerto de Ceuta.
El parque móvil que empezó a operar en la línea era estadounidense, 6 locomotoras de la casa Alco, debido a que la industria europea no podía proporcionar por aquel entonces locomotoras por falta de materiales en la posguerra.
El uso que se dio a la línea fue en un principio exclusivamente militar, pero luego se vio que era más rentable que prestase también servicio de pasajeros.
La mala calidad del agua de la zona, sumado a la falta de carbón que hizo que las locomotoras consumiesen leña, esto generó continuas averías, que mandaba las máquinas a cocheras, que lamentablemente eran difíciles de mantener por la falta de repuestos y componentes.
En 1925 se incorporaron al parque 2 locomotoras de vapor de la casa Henschel.
La línea fue deficitaria en un principio hasta los años 20, la década de los 20 a los 30 fue bastante fructífera, pero la falta de inversión, el auge del transporte por carretera propiciado por la pacificación de Marruecos a partir de 1927, y las averías continuas de la maquinaria, originó pérdidas para la concesionaria CEC, lo que hizo que el estado le revocara la concesión y se pusiera al frente de la línea, vital para la zona, pasando entonces a ser parte de Explotación de Ferrocarriles por el Estado a partir de 1938.
Durante la guerra civil española el servicio sufrió un repunte, aunque con el comienzo de la Segunda Guerra Mundial volverían a producirse los problemas de acopio de repuestos, suministros y material para el mantenimiento de la línea. Pese a ello en 1940 se clausura la Línea de ferrocarril Nador-Tistutin y parte del material es recuperado para la línea de ferrocarril Ceuta-Tetuán, como 2 locomotoras MTM.
Años más tarde en 1942 se crea por parte del Ministerio de obras públicas Ferrocarriles de Marruecos sociedad que se encargaría de gestionar los ferrocarriles existentes en el protectorado español. Ya en 1943 se elaboraría el Plan de Ferrocarriles para actualizar las líneas al ancho internacional y su posible electrificación, pero el plan no llegó a ejecutarse, aunque la línea sufrió una inversión con la adquisición de 2 automotores alemanes Christoph & Unmack Aktiengesellschaft (CUA), pero la falta de repuestos obligó a darles de baja en pocos años.
En 1954 el gobierno (Explotación de Ferrocarriles por el Estado) compró 2 automotores MAN SE que vinieron a sustituir las viejas máquinas, estos 2 automotores tan solo prestaron servicio 3 años, hasta la clausura de la línea, prácticamente nuevos, EFE (Explotación de Ferrocarriles por el Estado) se hizo cargo de ellos y los destino a la Línea de ferrocarril Madrid-Almorox.

### Parque Móvil

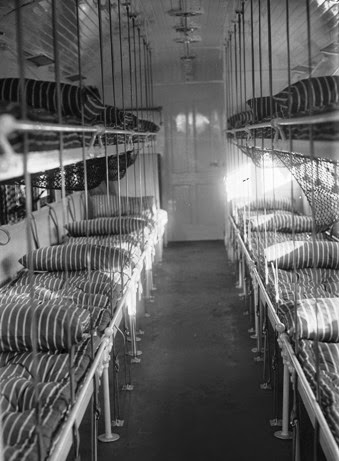
Interior coche unificado ambulancia del Ferrocarril Ceuta-Tetuán

A lo largo de su corta historia se utilizaron diferentes locomotoras. Los primeros años fueron 6 locomotoras de vapor Alco estadounidenses que prestarían servicio, ya en precarias condiciones debido a que se construyeron en la posguerra de la Primera Guerra Mundial

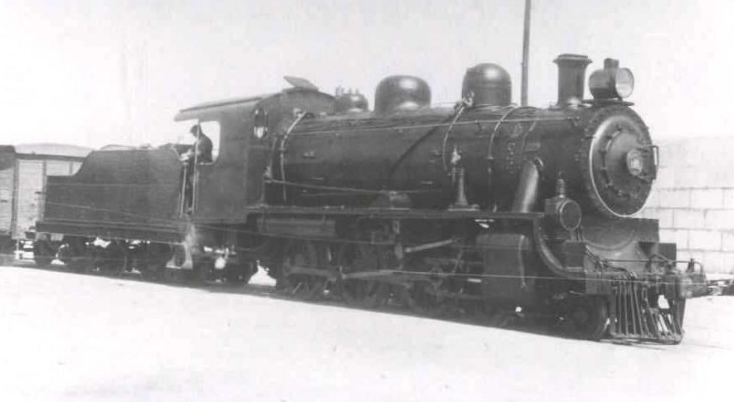
Locomotora Alco del Ferrocarril Ceuta-Tetuán hacia 1925

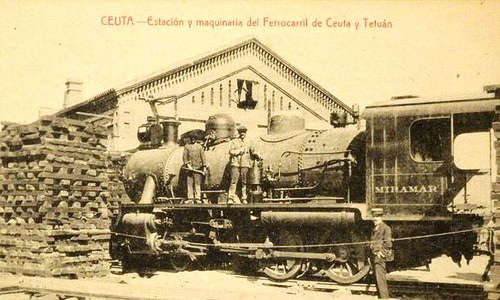
Locomotora Alco Miramar en Ceuta, año 1920

En 1925 se incorporaron 2 locomotoras de vapor Henschel. 

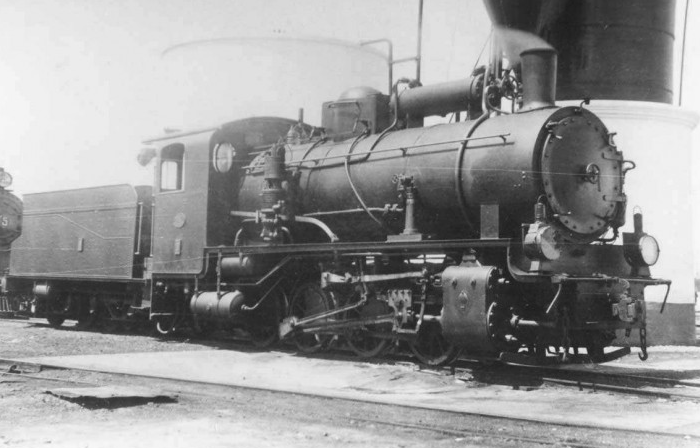
Locomotora Henschel del ferrocarril Ceuta-Tetuán hacia 1925

En 1940 se clausuró la Línea de ferrocarril Batel-Tistutín, aportando 2 locomotoras MTM.
En 1943 se adquieren 2 automotores CUA (Christoph & Unmack Aktiengesellschaft), aunque nunca llegaron a prestar un servicio regular, debido a averías continuas y falta de repuesto repuestos.
Ya en 1954 bajo la Explotación de Ferrocarriles por el Estado (EFE) se encargaron 2 nuevos automotores a MAN SE. Estas máquinas de 62 plazas, montaban un motor diésel de 170 CV proporcionándoles una velocidad punta de 60 km/h.
| Núm    | Nombre      | Rodaje    | Fabricante | Año de Fab. | N.º de Fab. |
| ------ | ----------- | --------- | ---------- | ----------- | ----------- |
| 1      | Ceuta       | 2-3-0     | Alco       | 1916        | 57068       |
| 2      | Miramar     | 2-3-0     | Alco       | 1916        | 57069       |
| 3      | Castillejos | 2-3-0     | Alco       | 1916        | 57070       |
| 4      | Negrón      | 2-3-0     | Alco       | 1916        | 57071       |
| 5      | Rincón      | 2-3-0     | Alco       | 1916        | 57072       |
| 6      | Malalien    | 2-3-0     | Alco       | 1916        | 57073       |
| 7      | *           | 0-4-0     | Henschel   | 1925        | 20492       |
| 8      | Dar Riffien | 0-4-0     | Henschel   | 1925        | 20493       |
| *      | *           | 0-4-0-T   | Henschel   | 1925        | 20534       |
| *      | *           | 0-3-0-T   | Henschel   | 1925        | 20535       |
| FM 101 | *           | 1-3-0 + T | MTM        | 1916        | 81          |
| FM 102 | *           | 1-3-0 + T | MTM        | 1916        | 81          |
| ACM 1  | *           | *         | CUA        | 1943        | *           |
| ACM 2  | *           | *         | CUA        | 1943        | *           |
| *      | *           | *         | MAN SE     | 1955        | 141144      |
| *      | *           | *         | MAN SE     | 1955        | 141145      |

| Unidades | Tipo                          | Año  | Fabricante                   |
| -------- | ----------------------------- | ---- | ---------------------------- |
| 1        | Coche Salón                   | *    | *                            |
| 12       | Coches de 1.ª y 2.ª clase     | *    | Carde y Escoriaza (Zarazoga) |
| 2        | Coches de 1.ª clase Serie A4i | 1922 | Görlitz                      |
| 3        | Coches de 3.ª clase Serie C4i | *    | Görlitz                      |
| 1        | Coche correo con 12 plazas    | *    | *                            |
| 1        | Coche A-8 de 1.ª Clase        | 1929 | Hannoversche Waggonfabrik    |
| 2        | Furgones                      | *    | *                            |
| 125      | Mercancías                    | *    | *                            |

- Aranguren Castro, Javier (1992). Automotores Españoles. Autor-Editor. ISBN 9788460447535.

### Estaciones

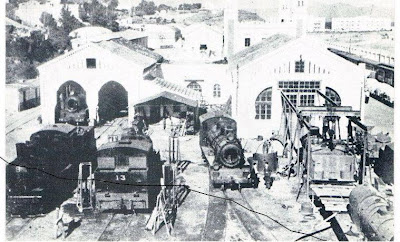
Depósito de locomotoras de la estación de Ceuta, hacia 1927

Las estaciones del recorrido, fueron ejecutadas por el ingeniero Julio Rodríguez Roda, y que fueron las siguientes:
| Estación         | P.K. |
| ---------------- | ---- |
| Muelle           | 0,0  |
| Ceuta            | 0,5  |
| Miramar          | 2,9  |
| Castillejos      | 8,0  |
| Dar Riffien      | 11,1 |
| Negro            | 13,8 |
| Rincón del Medik | 24,9 |
| Malalién         | 38,1 |
| Tetuán           | 24,9 |

La estación de Tetuán fue la mayor de todas las construidas, pues se proyectó para ser terminal de la Línea de ferrocarril Tánger-Fez de estilo neomorisco. Actualmente es el Centro de Arte Moderno de Tetuán, ubicada en medio del ensanche modernista de la ciudad. Foto de la Estación de Tetuán. 

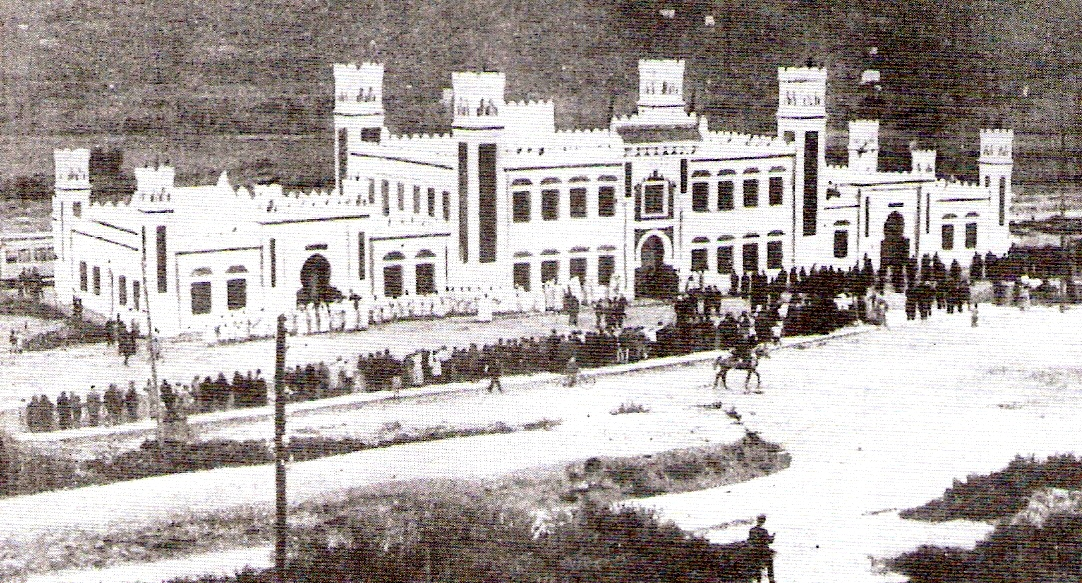
Estación de Tetuán en mayo de 1918

De mismo estilo, aunque más pequeña era la estación de tren de Ceuta. En proceso de restauración desde 2007, iba a ser una biblioteca.
El apeadero de Miramar, hoy tapiado, pero bien conservado.
La estación de Castillejos muy bien conservada. 

La estación de Dar Riffien es la que se encuentra estado ruinoso. 

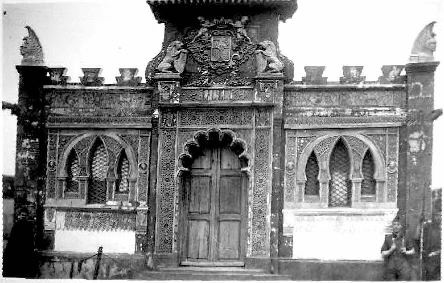
Fachada del apeadero de Dar Riffien en 1920

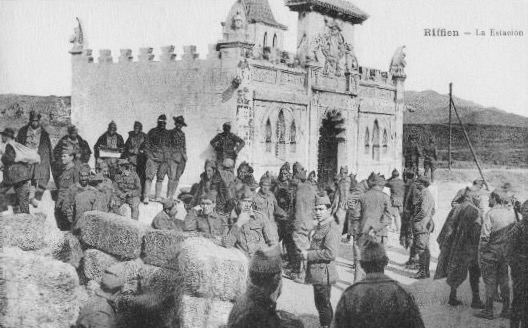
Apeadero de Dar Riffien con legionarios, 1920

La estación de Negro de estilo neoárabe con cuatro torreones, en estado de semiabandono.
La estación de Rincón lamentablemente fue derruida.

### Cancelación y abandono
Cuando Marruecos se independiza en 1956, el Estado español siguió con la explotación de la línea, pero debido al poco tráfico que soportaba en favor del transporte
por carretera, sumado al poco interés por parte del gobierno marroquí por esta línea, siempre a favor de potenciar la entrada de mercancías por el ya terminado puerto de Tánger, y unos déficits que arrastraba por la falta de inversiones, dejó a este ferrocarril condenado a su clausura en el 1 de julio de 1958 por ser económicamente insostenible.

### El tramo Español después del cierre

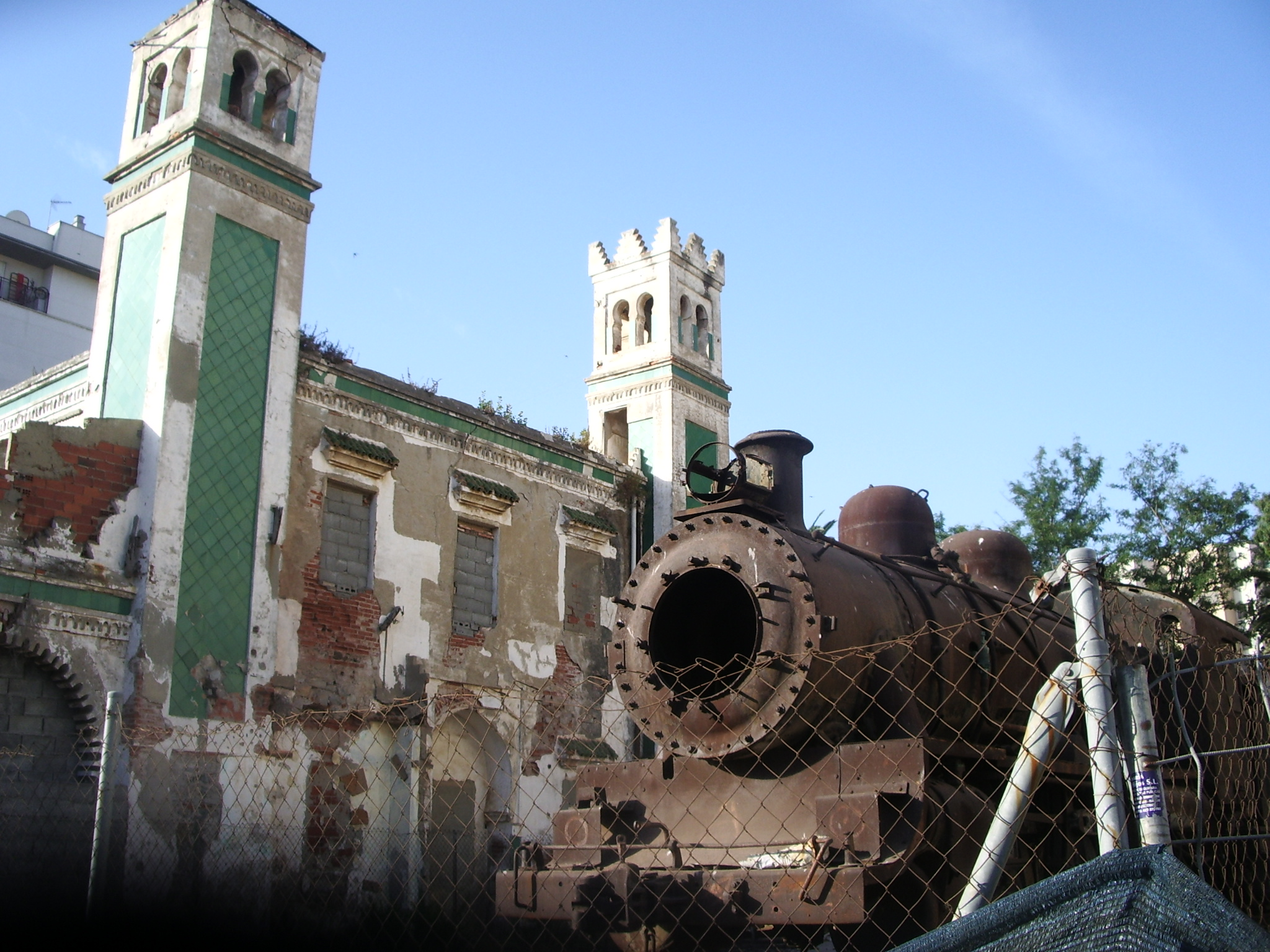
Antigua terminal de la Línea de ferrocarril Ceuta-Tetuán, en Ceuta y la Locomotora Alco n.º 1 Ceuta en 2008

Desde que en 1958 se clausurara la línea, los terrenos, así como la maquinaria y materiales del ferrocarril -que dependieron de la Explotación de Ferrocarriles por el Estado desde 1937- han tenido diferentes finales:
El personal fue trasladado a la RENFE.
El 30 de mayo de 1964 EFE se hace cargo de los Automotores MAN y los destina a la Línea de ferrocarril Madrid-Almorox donde se matricularon como EFE 2201 y EFE 2202, cuando se clausuró esta última línea, fueron transferidos a Valmaseda y transformados en furgones, matriculados como DD 9005 y DD 9006. Terminaron desguazados en 1999 en Candas.
La Junta de Obras del Puerto de Ceuta se quedó al cuidado de las instalaciones, de las cocheras y de la estación.
El 2 de enero de 1970, los terrenos que ocupaban las vías y las estaciones pasaron a pertenecer al Ministerio de Defensa.
En 1973, el Ministerio de Hacienda subasta el material móvil que se vende como chatarra, salvándose únicamente la Locomotora Alco n.º 1 llamada Ceuta, gracias a las gestiones del alcalde D. Alfonso Sotelo.
En 1995 se anuncia por primera vez la intención de restaurar la estación de tren de Ceuta, proyecto que fue de la mano con la construcción de 442 nuevas viviendas. Finalmente la estación no se rehabilitó.
En 1999, el Ministerio de Cultura anunció que dotaría con 200 millones de pesetas a la Ciudad para la restauración de la estación.
En 2003, se sacó a concurso el proyecto de rehabilitación, que ganó la empresa madrileña Aranguren & Gallegos SL. Su propuesta fue que se convirtiera en biblioteca.
En 2014, El Ministerio de Defensa saco a subasta parte de los terrenos que ocupaba el trazado ferroviario.
En mayo de 2022 la empresa malagueña Menia Restauración y Patrimonio procedió a la restauración estética de la locomotora. Una vez finalicen las intervenciones de restauración de la antigua Locomotora n.º 1 Ceuta, en septiembre de 2022, se procederá a la inauguración de la estación como centro cultural y sede de la fundación premio convivencia.

## Recorrido

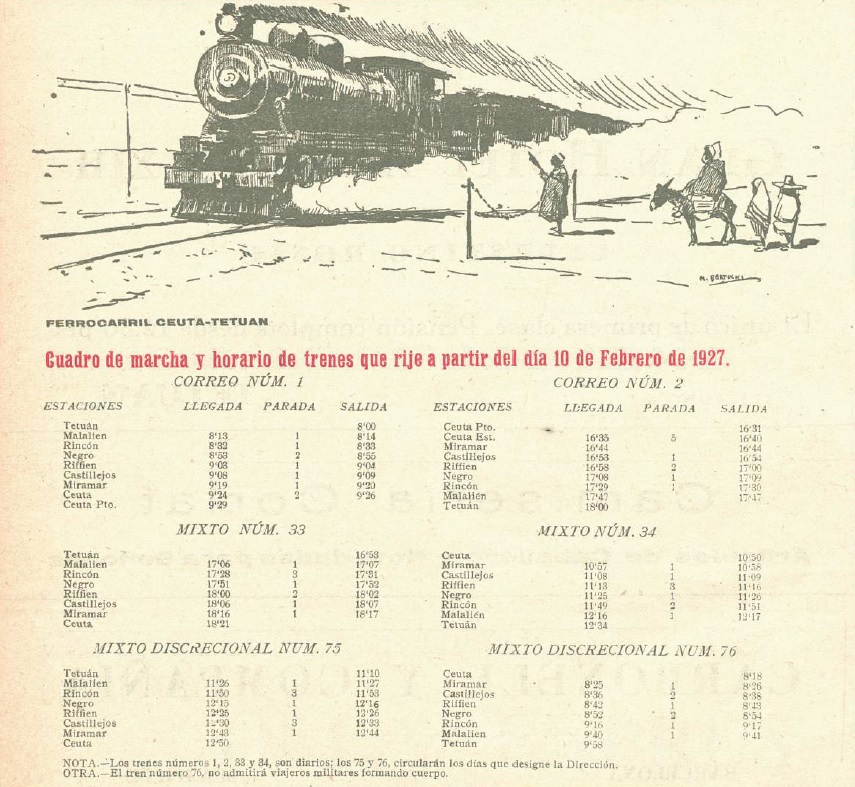
Horarios línea de Ferrocarril Ceuta-Tetuán de 1927

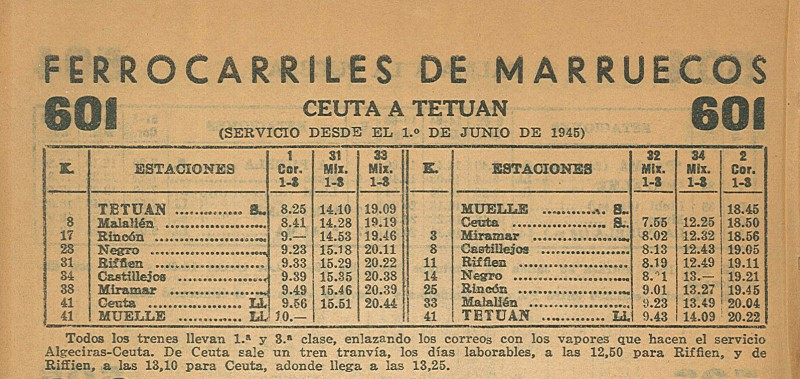
Horario de la línea de ferrocarril Ceuta-Tetuán de 1945